# Paulaner
Paulaner er et bayersk bryggeri i München grundlagt 1634 af munkene fra Neudeck ob der Au-klosteret. Bryggeriet og munke-ordenen er opkaldt efter Paulus.
Paulaner er i dag især kendt for sine hvedeøl og den klassiske Paulaner Salvator Dobbeltbock 
Bryggeriet hører til en af Tysklands største bryggerigrupper, Brau Holding International, der er et joint venture mellem Heineken-koncernen og Schörghuber.

## Sortiment
Paulaner er bl.a. kendt for sine hvedeøl og dobbelt-bock-øllen, Salvator, som også ligger til grund for de danske påskebryg.
- Paulaner Hefe-Weißbier Naturtrüb
- Paulaner Hefe-Weißbier Dunkel
- Paulaner Weißbier Kristallklar
- Paulaner Isar Weisse
- Paulaner Hefe-Weißbier Alkoholfrei
- Paulaner Weißbier Alkoholfrei
- Paulaner Weißbier Zitrone Naturtrüb
- Paulaner Weißbier Zitrone 0,0 %
- Paulaner Oktoberfest-Bier
- Paulaner Salvator
- Paulaner Urdunkel Naturtrüb
- Paulaner Zwickl Naturtrüb
- Paulaner Original Münchener Hell
- Paulaner Natur Radler
- Paulaner Natur Radler Alkoholfrei
- Paulaner Weißbier Zitrone Naturtrüb
- Paulaner Weißbier Zitrone 0,0%
- Paulaner Original Münchener Urtyp Hell
- Paulaner Original Münchener Hell Alkoholfrei
- Paulaner Spezi (Sodavand)

## Ekstern henvisning
- Paulaner (tysk)
- Paulaners historie (dansk)

48°7′18.07″N 11°35′4.14″Ø / 48.1216861°N 11.5844833°Ø